# درک تار
 درک تار (انگلیسی: Derek Tarr؛ زاده ۱۵ سپتامبر ۱۹۵۹) یک تنیس‌باز اهل آفریقای جنوبی است.